# باريس إيليا
باريس إيليا (باليونانية: Πάρης Ηλία)‏ (6 يناير 1972 بلارنكا في قبرص - ) هو لاعب كرة قدم قبرصي في مركز الدفاع. شارك مع منتخب قبرص لكرة القدم. أما مع النوادي، فقد لعب مع أنورثوسيس فاماغوستا ونادي أومونيا ونادي أيك لارنكا ونادي إيرميس أراديبو ونيا سلاميس فاماغوستا وألكي لارانكا ‏.

## مسيرته الكروية
لعب باريس إيليا خلال مسيرته الاحترافية مع 6 أندية في ثلاثة عشر موسمًا وسجل خلالها 13 هدفًا ضمن 261 مباراة. حيث فاز في موسمين بالكأس وفي موسمين بالدوري.
خاض باريس إيليا مسيرته مع ألكي لارانكا ‏ في موسم 1995–96 في المرة الأولى لمدة موسم واحد ثم في موسم 2004–05 ولمدة موسمين ثم في موسم 2006–07 لمدة موسم واحد، مشاركًا طوالها في 91 مباراة سجل خلالها 5 أهداف. ثم انتقل إلى نادي أنورثوسيس فاماغوستا في موسم 1997–98 لمدة موسم واحد، حيث شارك في 23 مباراة سجل خلالها 3 أهداف. لينتقل بعدها إلى نادي نيا سلاميس فاماغوستا في موسم 1998–99 في المرة الأولى ولمدة موسمين ثم في موسم 2005–06 لمدة موسم واحد، مشاركًا طوالها في 58 مباراة سجل خلالها 5 أهداف. ثم انتقل إلى نادي أومونيا في موسم 2000–01 لمدة موسم واحد، مشاركًا في 20 مباراة ولم يسجل أي هدف. هذا وانتقل لاحقًا إلى نادي أيك لارنكا في موسم 2001–02 واستمر معه طيلة ثلاثة مواسم، مشاركًا في 52 مباراة ولم يسجل أي هدف أيضًا. ثم انتقل بعدها إلى نادي إيرميس أراديبو في موسم 2007–08 لمدة موسم واحد، مشاركًا في 17 مباراة ولم يسجل أي هدف أيضًا.

## وصلات خارجية
- باريس إيليا على موقع قاعدة بيانات كرة القدم.إي يو (الإنجليزية)
- باريس إيليا على موقع ناشيونال فوتبول تيمز (الإنجليزية)